# 博格拉机场
博格拉机场（英语: Bogra Airport）是一個孟加拉国拉傑沙希專區的公共機場，位在博格拉市西北方7公里處。是由孟加拉空軍運作。到2015年7月為止，博格拉机场沒有定期航班，不過若事先申請通過，允許民航機的起降。

## 外部連結
- Airport record for Bogra Airport（页面存档备份，存于） at Landings.com
  - SkyVector aeronautical chart for VGBG